# Microrégion de Tijucas
La microrégion de Tijucas est l'une des trois microrégions qui subdivisent la Mésorégion du Grand Florianópolis de l'État de Santa Catarina au Brésil.
Elle comporte sept municipalités qui regroupaient 91 909 habitants après le recensement de 2010 pour une superficie totale de 2 128 km².

## Municipalités
- Angelina
- Canelinha
- Leoberto Leal
- Major Gercino
- Nova Trento
- São João Batista
- Tijucas